# Sixalix farinosa
Sixalix farinosa är en tvåhjärtbladig växtart som först beskrevs av Cosson, och fick sitt nu gällande namn av W. Greuter och Burdet. Sixalix farinosa ingår i släktet Sixalix och familjen Dipsacaceae. Inga underarter finns listade i Catalogue of Life.

## Bildgalleri

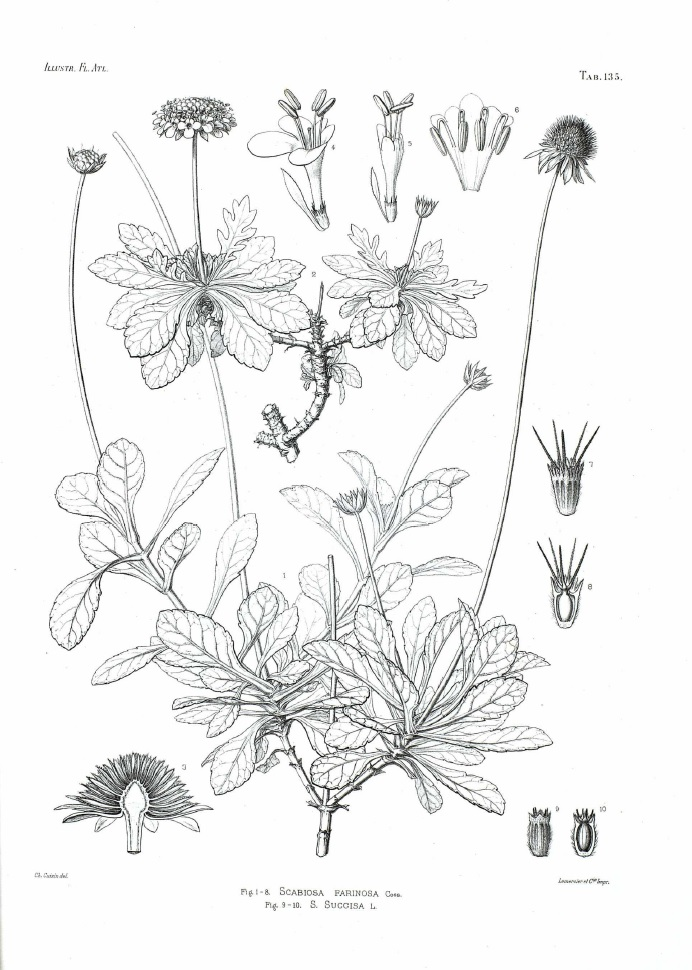